# Kellett XR-10
El Kellett XR-10 fue un helicóptero militar de transporte, desarrollado en los Estados Unidos en los años 40 del siglo XX, que solo voló en forma de prototipo.

## Diseño y desarrollo
Fue diseñado en respuesta a una Instrucción Técnica emitida por las Fuerzas Aéreas del Ejército de los Estados Unidos (USAAF) para el desarrollo de un helicóptero que transportase pasajeros, carga o personal herido en el interior de un fuselaje. La propuesta de Kellett seguía la disposición general que la compañía estaba desarrollando en el XR-8, con rotores dobles entrelazados, y fue aceptada por las Fuerzas Aéreas por encima de las propuestas de Sikorsky, Bell y Platt-LePage.
El XR-10 recordaba a un XR-8 sobreescalado, aunque sus dos motores se llevaban en góndolas a los lados del fuselaje, propulsando los rotores mediante ejes de transmisión, y la aeronave estaba enteramente recubierta de metal. El primero de dos prototipos voló el 24 de abril de 1947 y, en ese momento, fue la mayor rotonave en volar en los Estados Unidos. Sin embargo, durante los vuelos de pruebas surgió el mismo problema que había sido encontrado en el sistema de rotores del XR-8, cuando palas de los dos rotores colisionaron en vuelo. Realizados arreglos, las pruebas de vuelo continuaron, pero el 3 de octubre de 1949, el primer prototipo se estrelló debido a un fallo en el sistema de control, muriendo el piloto de pruebas jefe de Kellett, Dave Driskill. El proyecto fue abandonado poco después, y una versión civil de 16 asientos, el KH-2, nunca abandonó el tablero de dibujo.

## Variantes
KD-2
Designación interna de la compañía.
XR-10
Prototipo de helicóptero de transporte, dos construidos.
XH-10
XR-10 redesignado en 1948.
KH-2
Versión civil propuesta de 16 asientos, no construida.

## Operadores
Estados Unidos
- Fuerzas Aéreas del Ejército de los Estados Unidos

## Especificaciones
Referencia datos: Jane's all the World's Aircraft 1947

### Características generales
- Tripulación: Dos (pilotos)
- Capacidad: 10 soldados o 6 camillas o 1610 kg de carga
- Longitud: 8,9 m (29,2 ft)
- Diámetro rotor principal: 21,64 m² (cada uno)
- Peso vacío: 4340 kg (9565,4 lb)
- Peso cargado: 6990 kg (15 406 lb)
- Planta motriz: 2× motor radial de nueve cilindros refrigerado por aire Continental R-975-15.
  - Potencia: 317 kW (437 HP; 431 CV) cada uno.

### Rendimiento
- Velocidad máxima operativa (Vno): 160 km/h (99 MPH; 86 kt)
- Alcance: 560 km (302 nmi; 348 mi)
- Techo de vuelo: 4600 m (15 092 ft)

## Aeronaves relacionadas

### Desarrollos relacionados
- Kellett XR-8

### Secuencias de designación
- Secuencia K/KD-_ (interna de Kellett): ← K-3 - K-4 - KD-1 - KD-2 - KD-10 - KH-15
- Secuencia R-_ (Alas Rotatorias del USAAC/USAAF, 1941-1948): ←  R-7 - R-8 - R-9 - R-10 - R-11 - R-12 - R-13 →
- Secuencia H-_ (Helicópteros de la USAF, 1948-1962): H-5 - H-6 - H-9 - H-10 - H-11 - H-12 - H-13/J →